# Ladislav Zemánek (sochař)
Ladislav Zemánek (10. února 1931 Doudleby nad Orlicí – 18. ledna 2004 Doudleby nad Orlicí) byl český sochař, řezbář a restaurátor. Jeho bratrem byl rovněž sochař Miroslav Zemánek.

## Život
Zemánek studoval v letech 1945–1948 na Střední uměleckoprůmyslové škole v Praze u Václava Markupa a Františka Kmenta. Vyučil se tam řezbářskému řemeslu a díky otcově truhlářské dílně se dobře seznámil také s materiálem. Poté (1948–1953) pokračoval na Vysoké škole umělecko-průmyslové v ateliéru Karla Dvořáka a Josefa Wagnera. V roce 1967 se na stipendium dostal do Dánska, ale projel i Švédsko, Německo a Norsko (vše ve stejném roce).
Aktivně tvořil od počátku 50. let 20. století. Na začátku 60. let vytvářel portrétní plastiky, v nichž volné téma portrétu rozvinul do zjednodušených a monumentalizovaných tvarů. Od 2. polovině 60. let 20. století došlo k zásadnímu zlomu v jeho tvorbě. V sochách je patrný odklon od vnější reality zdůrazňuje vnější modelaci. I na počátku 70. let 20. století se zaměřoval na dekorativní abstraktní plastiky. V 80. letech se zabýval už jen figurální tvorbou. V období druhé poloviny 80. let 20. století se v jeho díle objevily mimo jiné vlivy díla sochaře Otty Gutfreunda. Zároveň byl restaurátorem kamenných plastik.

## Dílo

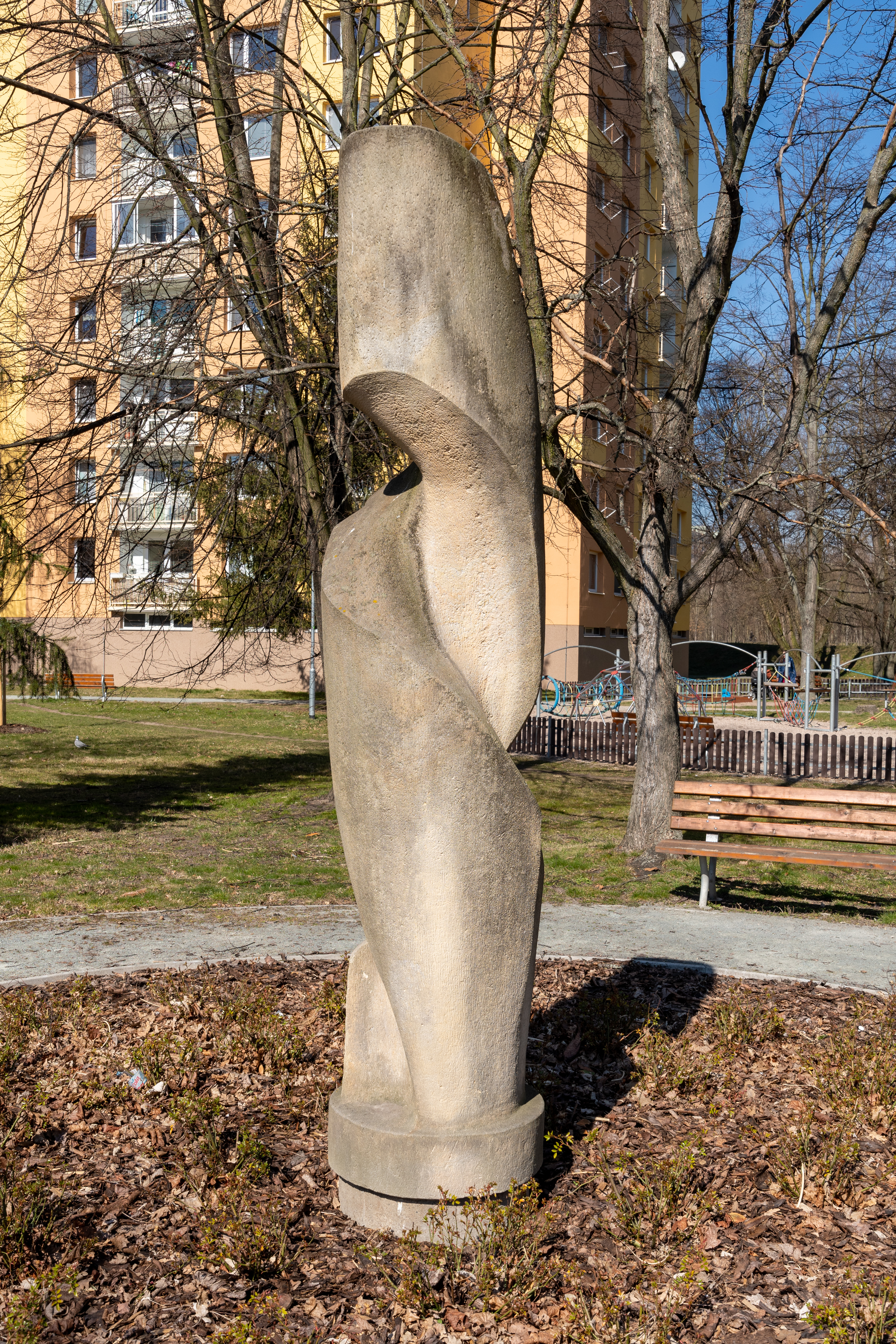
Spirála (1978), Pardubice

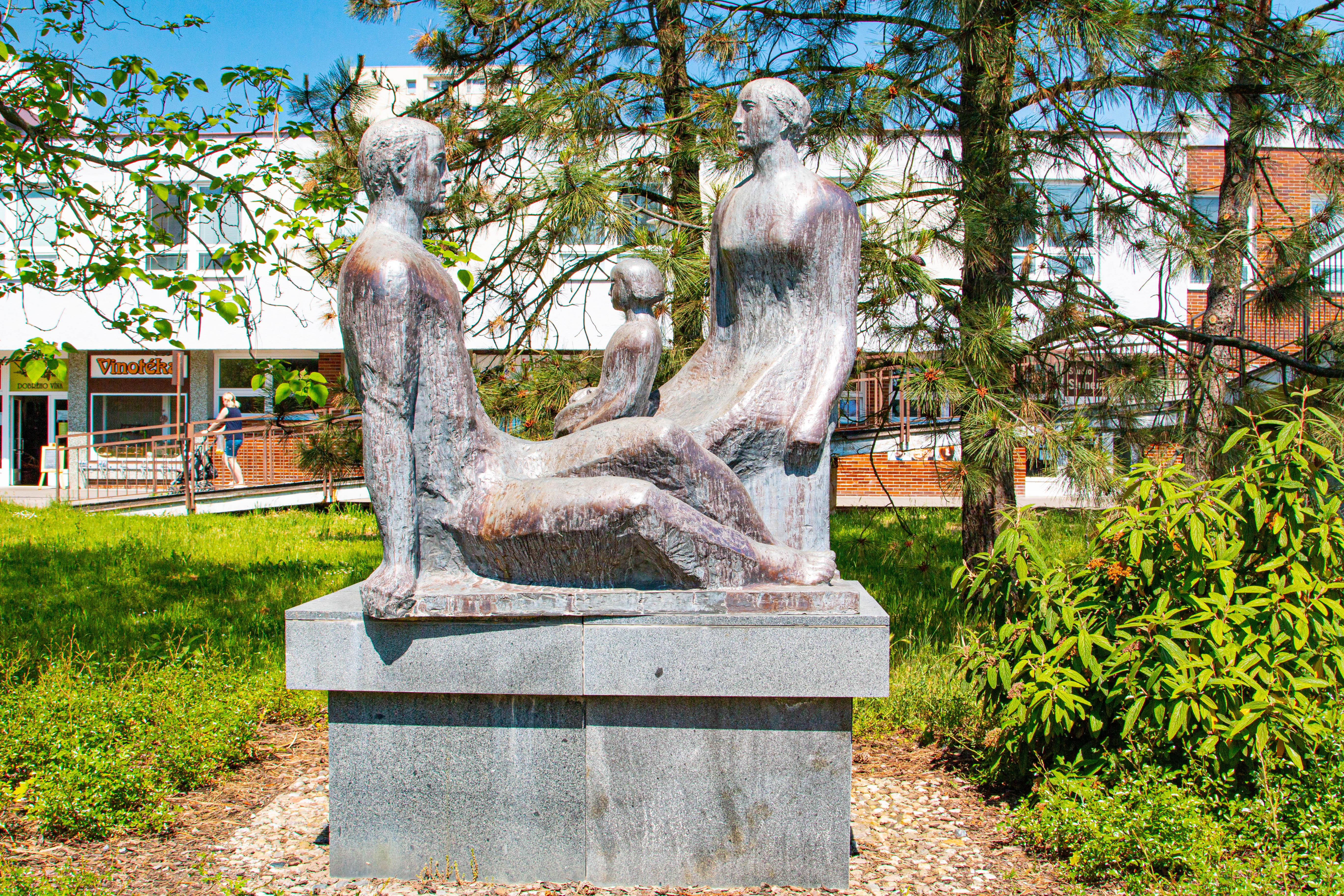
Rodina (1986), Pardubice-Dubina

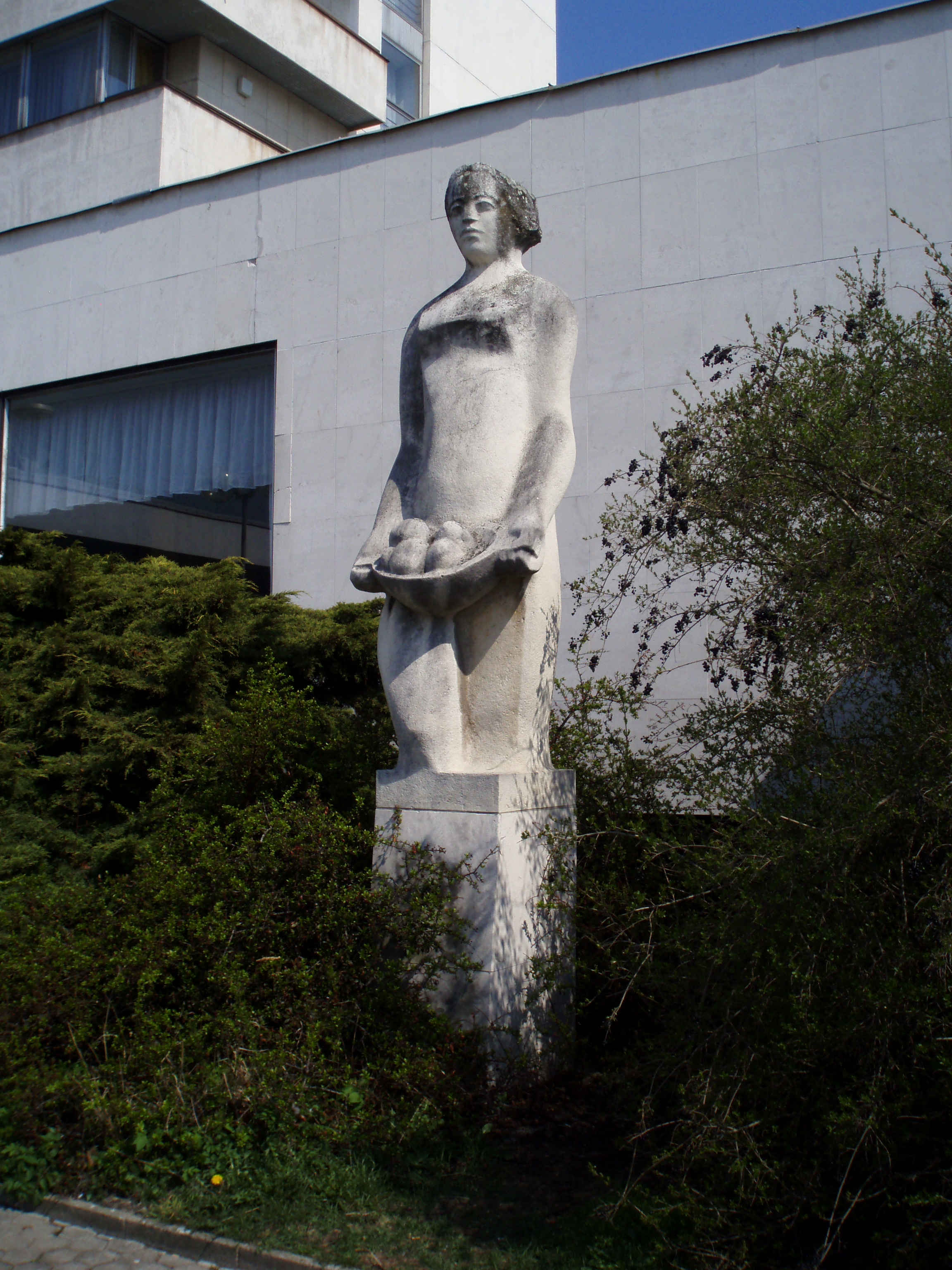
Žena s mísou hojnosti, před hotelem Černigov, Hradec Králové

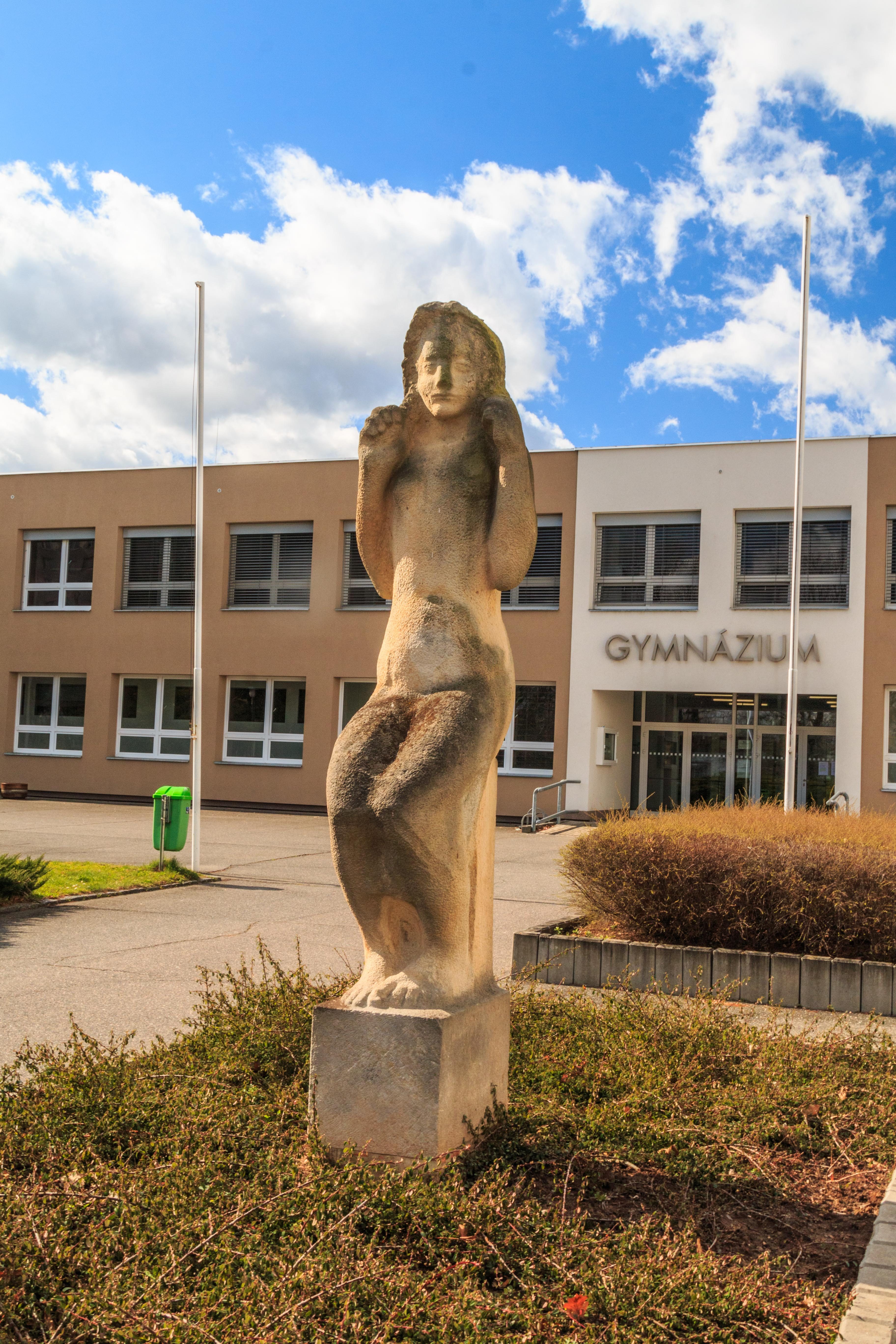
Dívka, Pardubice

Ve své práci se soustředil na světlo, které hmotné tvary zbavuje tíže. V designování povrchu jeho soch byla spatřována lyrika. Zatímco jiní sochaři se vyjadřovali prostřednictvím torza, tedy fragmentu těla bez hlavy, Zemánek v kameni měkce modeloval hlavy. Jeho Hlavy vypadaly jako valouny, v rozporu s klasickou tradicí neměly krk, ale o to větší jemně tajemná starodávná síla z nich vyzařovala. V Hradci Králové má realizace zejména v areálu nemocnice.
- Pamětní deska bratří Čapků, Úpice, 1959 – pískovcová pamětní deska na fasádě domu č. p. 265[5]
- Skulptura před nemocnicí, Vysoké Mýto, 1966[6]
- Památník spisovatele Karla Poláčka, Rychnov nad Kněžnou, 1967 – umístění: Poláškovo náměstí[7]
- Pamětní deska Protidrahotní bouře na Rychnovsku, Rychnov nad Kněžnou, 1972 – umístění: na průčelí budovy bývalého okresního hejtmanství, posléze hotelu Rudá hvězda, následné umístění neznámé[8]
- Pamětní deska s bustou A. Zápotockého, Častolovice, 1973 – původní umístění: na průčelí zámku
- Matka s dítětem, České Meziříčí – 1975 – pískovcová skulptura, umístění: parčík před sokolovnou, spoluautor: Antonín Wagner[9]
- Žena s mísou hojnosti (Pomona), Hradec Králové – umístění: před budovou hotelu Černigov u hlavního nádraží. Hotel byl postaven v letech 1968–75 podle návrhu Jana Zídky. Ačkoliv socha bývá datována do roku 1966, osazena musela být spíše až v závěru realizace. Promyšleně zjednodušená stylizace sochy připomíná antické a pravěké sochy žen, tzv. venuše.[2]
- Plastika pro ZDŠ Labská II, Hradec Králové, 1975 – novodobé umístění: před základní školou Bezručova, Hradec Králové, na travnatém ostrůvku ve středu běžeckého (atletického) oválu.[10]
- Žena s květinami, Vrchlabí, 1976 – umístění: v blízkosti objektu stávajícího domu s pečovatelskou službou, č. p. 1343[11]
- Sedící dívka, Pardubice, 1977 – umístění: u gymnázia Mozartova[12]
- Spirála, Pardubice, 1978[13]
- Socha dívky před základní školou, Ústí nad Orlicí, 1979[14]
- Rudoarmějec, pomník obětem 2. světové války, Jaroměř, 1981[15] – umístění: Masarykovy sady, v roce 2022 socha posprejována a odstěhována do vojensko-historického muzea v Josefově.[16][17][18]
- Socha u vstupu do cementárny, Prachovice, 1981[19]
- Odpočívající žena, Ústí nad Orlicí, 1982 – umístění: před nákupním střediskem[20]
- Dvojice, Hradec Králové, 1981–1984 – umístění: v areálu Fakultní nemocnice v Hradci Králové, před pavilonem č. 21 (pavilonem Akademika Bedrny)[21]
- Jaro, Hradec Králové, 1984 – bronzová socha stojící mladé ženy; umístění: atrium bývalého obchodního domu Hvězda na sídlišti Moravské předměstí.[22]
- Matka, Pardubice, 1985[23]
- sousoší Rodina, Pardubice, 1986 – ve spolupráci se sochaři Stanislavem Malým (1947) a Lubošem Moravcem (1925–2010); umístění: před kulturním domem na sídlišti Dubina[4]

### Zastoupení ve sbírkách
- Galerie moderního umění v Hradci Králové
- Galerie umění Karlovy Vary
- Herning Højskole
- Muzeum bratří Čapků, Malé Svatoňovice
- Národní galerie Praha
- Regionální muzeum a galerie v Jičíně
- Obrazárna ve Slatině nad Zdobnicí
- Orlická galerie v Rychnově nad Kněžnou
- Východočeská galerie, Pardubice[1]